# 清水昭
清水 昭 (しみず あきら、1953年 - ) は、日本の合唱指揮者、編曲家。東京都合唱連盟副理事長。日本合唱指揮者協会理事長（2016年 - ）。

## 来歴
東京都出身。早稲田大学高等学院、早稲田大学理工学部機械工学科を卒業。大学在学中から指揮者を目指し、指揮法をウグリン・ガーボルと手塚幸紀に、合唱指揮を関屋晋に、ピアノを三井光子に師事した。
現在、15団体の常任指揮者として活動する傍ら、客演指揮者、講習会講師、コンクールの審査員なども手掛ける。また、合唱曲のレパートリーの拡充のため、ポピュラー音楽の合唱編曲を中心として編曲家としても活動している。
2016年、日本合唱指揮者協会理事長に就任。

## 受賞歴
- 1985年 - 全日本合唱コンクール 銀賞（「いらか会合唱団」の指揮者として）
- 1998年 - 全日本合唱コンクール 金賞（「合唱団ひぐらし」の指揮者として）

## 著書
- カーペンターズ・ミート・バッハ（カワイ出版）
- カライ女声合唱曲集（全音楽譜出版社）
- とりお・ざ・しみずの「うたざんまい」（カワイ出版）